# Alt-J
Alt-J (stilizálva alt-J vagy Δ) egy angol indie rock együttes, amely 2007-ben jött létre Leedsben, aminek alapító tagjai Joe Newman (gitár / ének vokál), Thom Sonny Green (dob), Gus Unger-Hamilton (billentyűs hangszerek / ének) és Gwil Sainsbury (gitár / basszus).
A zenekar debütáló albuma, az An Awesome Wave 2012 májusában jelent meg Európában, és 2012 szeptemberében az Egyesült Államokban, és elnyerte a 2012-es brit Mercury díjat. Gwil Sainsbury 2014 elején udvariasan távozott a zenekarból. Második albumuk, a This Is All Yours, 2014. szeptember 22-én jelent meg, és az Egyesült Királyság zenei toplistájának az első számú helyére ment. Sainsbury helyett Cameron Knight lett az alt-J élő show-jainak támogató tagja, gitárral, basszussal és samplerrel. 2017-ben a zenekar kiadta harmadik stúdióalbumát, a Relaxert, és jelenleg trióként játszik.

## Nevük eredete
A zenekar szimbóluma a görög nagybetűs delta, Δ, amelyet sok műszaki területen használnak változás vagy különbség jelzésére.
Az Δ használata az Apple Mac számítógépen való generáláshoz használt kulcsszekvencián alapul: Alt + J. A macOS újabb verzióiban, beleértve a Mojave-t is, ez a kulcsszekvencia valójában az U+2206 ∆ (Increment) Unicode-karaktert (Laplace-operátort) ír le, és technikailag eltér az U+0394 Δ (Greek Capital Letter Delta) Unicode-karaktertől.
A zenekar debütáló albumán, az An Awesome Wave borítóján a világ legnagyobb deltatorkolata, a Gangesz felülnézete látható. Az alt-J-t korábban Daljit Dhaliwal-nak, majd Films-nek  hívták, de később kénytelenek voltak alt-J-re váltani, mert már létezett egy The Films nevű amerikai együttes.

## Történetük

### 2007–2010: Alapítás és korai évek
alt-J (Δ) akkor alapult meg, amikor 2007-ben Gwil Sainsbury (gitár / basszus), Joe Newman (gitár / ének), Gus Unger-Hamilton (billentyűs / ének) és Thom Sonny Green (dobok) találkoztak a Leeds Universityn. Unger-Hamilton (Ferdy fivére, a Polydor Records A&R vezetője) anglisztika szakon, a másik három tag szépművészeti szakon tanult. Newman elmondása szerint "Alapvetően azért mentem művészeti iskolába, hogy alapítsak egy együttest." 
A tanulmányaik második évében Newman saját dalaiból bemutatott egy kis ízelítőt Sainsburynak, amit gitárjátékos apja inspirált, és a pár elkezdett rögzíteni dalokat a GarageBand -en a tanulói termükben, és Sainsbury pedig producerként dolgozott. A zenekar szokatlan hangzása abból fakad, hogy a tanulói termekben való lakás miatt, ahol a zajt minimalizálni kellett, nem voltak képesek basszusgitárokat használni.

### 2011-2012:An Awesome Waveés turnék

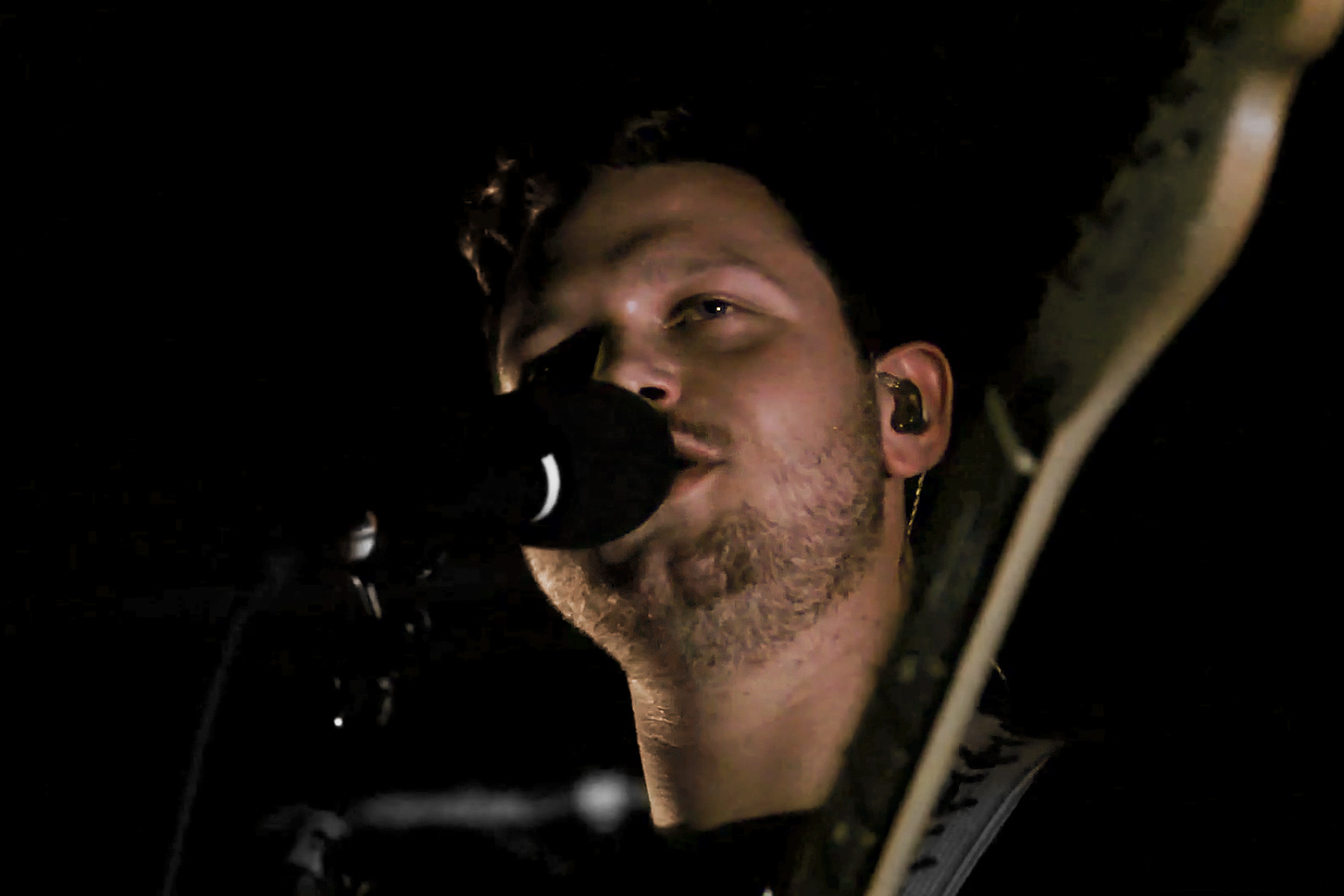
Joe Newman az alt-J-val a The Empty Bottle-ban, Chicagóban, 2012 októberében

A diplomájuk megszerzése után a zenekar Cambridge-be költözött, ahol több hónapot zenéjével foglalkoztak, mielőtt 2011 decemberében megállapodást kötöttek a Infectious Music zenei kiadóval. Saját nevüket viselő 4-dalos demó középlemezüket, a Δ-t Charlie Andrew producer rögzítette in Londonban, ezen szerepelt a Breezeblocks, Hand-Made, Matilda és a Tessellate című dal. A Loud and Quiet magazin októberben kiadott egy 7"-es vinyl kislemezt, amely a Bloodflood és a Tessellate című dalokat tartalmazza. Az első Infectious Music által kiadott lemezük 2012-ben a háromszög alakú 10" vinyl lemezt, ami a Matilda / Fitzpleasure című dalokat tartalmazta. Ezt követte a Breezeblocks, amely megelőzte első albumát. Az An Awesome Wave-t Charlie Andrew készítette és összeállította az Iguana Studios-ban, Brixtonban, ahol a zenekar a stúdió szabadideje alatt zeneszámokat rögzített. Debütáló albumuk 2012. május 28-án jelent meg az Egyesült Királyságban, Európában és Ausztráliában, valamint 2012. szeptember 18-án Észak-Amerikában a Canvasback Musicon keresztül. Az album nagyrészt kedvező visszajelzéseket kapott, és úgy jellemezte, mint "elbűvölő keverékét kielégíthetetlen ritmusoknak és mélyen megrendítő hatásoknak".
alt-J 2012 áprilisában támogatta a Wild Beasts-ot, és ugyanezen év októberében kisebb sorozatú turnét játszott az Egyesült Királyságban és Írországban . A zenekar rendszeresen szerepelt a nyári fesztiválokon, köztük a Latitude, Bestival, Reading and Leeds, T in the Park, Green Man, Pukkelpop és Lowlands.  2012 decemberében koncert turnét tettek az Egyesült Államokban és ausztráliai Laneway Festival turnén. 2012 novemberében az együttest a Mercury-díj nyerteseinek nyilvánították albumukkal. A pénzbeli nyeremény mellett a zenekar profilja is növekedett, amelynek eredményeként az An Awesome Wave elérte a 13-adik helyet az Egyesült Királyság toplistáján. Az együttes később az eseményt úgy jellemezte, mintha "életmódosító lenne, felmerült a csalás vádja, mert hogy a zenekar valahogy messzire eljutott anélkül, hogy valódi együttes lenne, mi csak srácok vagyunk Leedsből, akik összeraktunk valamit, és ez Mercury-díjat eredményezett nekünk." 

### 2013-2016: Sainsbury távozása és aThis is All Yours
Gwil Sainsbury 2014. január 13-án hagyta el az alt-J-t. A Twitter-en bejelentették, hogy távozik, de a zenekar folytatni fogja, jelezve, hogy továbbra is a legjobb barátok lesznek Gwil-lel. 2014. június elején az alt-J bejelentett egy 2014. évi turnét, amely október és november folyamán Észak-Amerikában zajlik. A 23 napos turné október 14-én kezdődött British Columbia-ban Vancouverben, november 19-én pedig véget ért Washingtonban. 2014. június 9-én bejelentették második albumuk, a This Is All Yours című albumát, amelyet 2014. szeptember 22-én adtak ki. A This is All Yours az Egyesült Királyság hivatalos toplistájának első helyére került. alt-J a Boston Calling Music Festival 2015. szeptemberi kiadásának címlapjára került.

### 2017-napjainkig:Relaxer

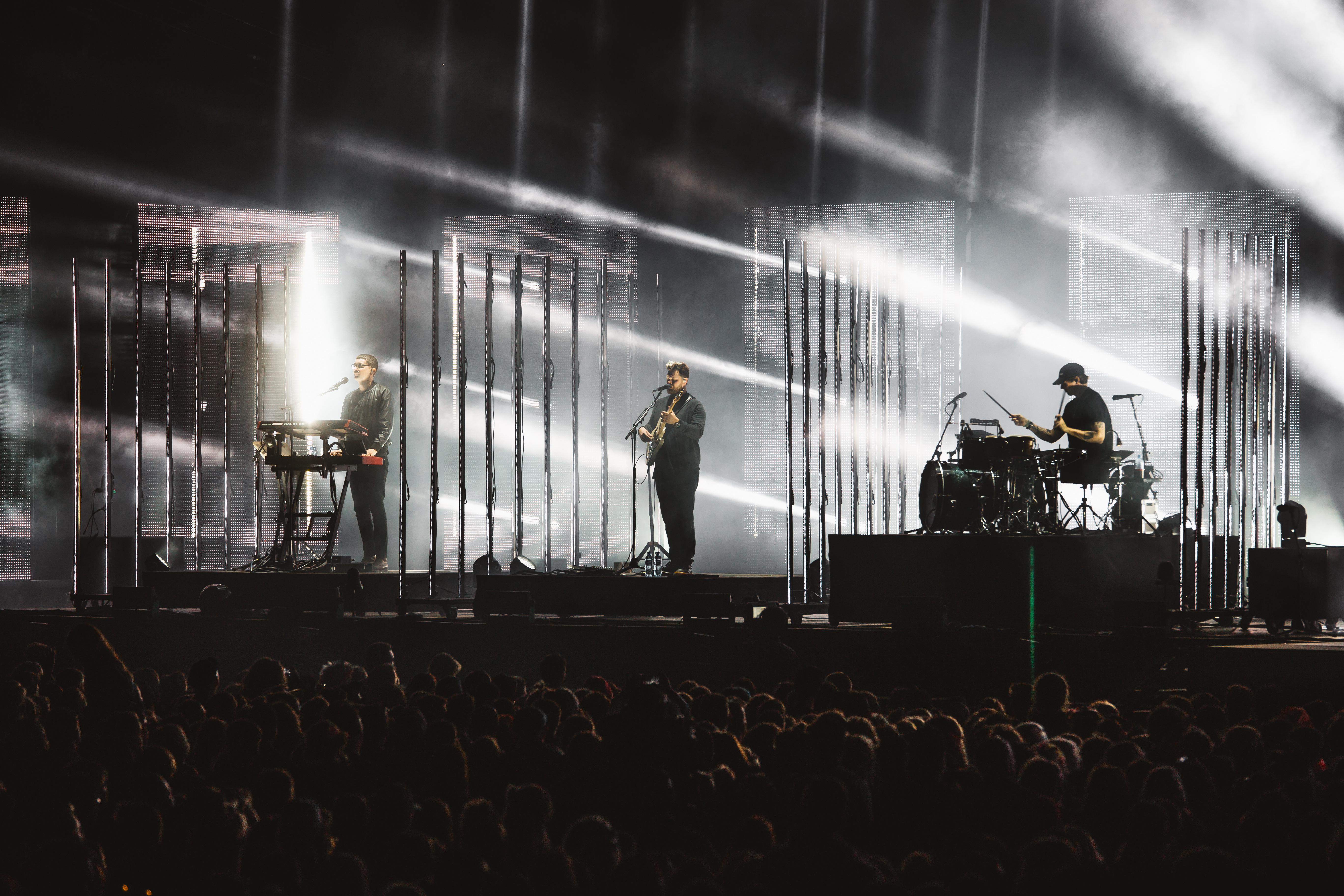
az alt-J előadása a Positivus 2017 fesztiválon a Relaxer turné alatt

2017. március 3-án az alt-J meghirdette harmadik stúdióalbumát a közösségi média fiókjain egy "00110011 01110111 01110111" felirattal ellátott hangklippel (az ASCII kód ami azt jelenti hogy "3ww"). A Stereogum azon a napon később bejelentette, hogy az együttes harmadik albumát Relaxernek fogják nevezni, és a megjelenést 2017. június 2-re tervezték. 2017. március 6-án az alt-J kiadta a 3WW  című dalt, amely Ellie Rowsell, a Wolf Alice énekesnőjével jelenik meg digitális kislemezként, és bejelentette a Relaxer turné dátumait az album támogatására. Három héttel később, március 29-én kiadták a In Cold Blood című második kislemezt a Relaxer-ről . Harmadik albumuk várakozásakor a zenekar kiadott egy online videojátékot, amelyet a 3WW  zenéje követett, valamint 2017 májusában bejelentették, hogy egy ötnapos brit turnéra indul a tengerparti helyszíneken, kezdve 2017. szeptember 4-től 
2017. május 24-én az alt-J kiadta az Adeline-t, a Relaxer harmadik kislemezét. Az albumot röviddel ezután, 2017. június 2-án adták ki, általában véve kedvező véleményekkel. A Deadcrush, az album negyedik kislemeze, július 12-én jelent meg, és a népszerű FIFA 18 játéknak az egyik zenéje is lett. Az ötödik kislemez, a Pleader 2017. szeptember 15-én lett kiadva. A Relaxer számos dalát azóta számos művész remixelte.
A Relaxert a 2017. évi Mercury-díjra jelölték. Az együttes korábban 2012-ben nyerte el a díjat az An Awesome Wave debütáló albumukért.
2018. szeptember 28-án kiadták a Relaxer alternatív változatát. A REDUXER címet viselő album az előző évi lemez "rap-től hemzsegő újrakeverése".

## A popkultúrában
Alt-J a Buffalo című dalukat a Mountain Man-nal együtt játszotta le a 2011. évi Napos oldal című filmben.
2013 februárjában az együttes bejelentette, hogy össze fogják állítani Toby Jones új, a Leave to Remain című filmjének zenéjét.
Az együttes Left Hand Free című dala kétszer felbukkan a 2016-os Amerika Kapitány: Polgárháború című filmben.
Az együttes Fitzpleasure című dala a Battleborn videojáték fő előzetesében szerepelt.
A Hunger of the Pine című daluk volt használva az Unreal tévésorozat első évadának kezdésekor és befejezésekor.
A Fitzpleasure című daluk a háttérben játszódik a 2015-ös Lánytesók című filmben, míg Amy Poehler és Ike Barinholtz karaktere magánbeszélgetést folytat a tetőtérben, miközben a földszinti parti zajlik.
Az Every Other Freckle című daluk szerepelt a Netflix Lovesick showjában, az 1. évad "Cressida" című epizódjában.
2015-ben a Something Good című dal szerepelt a Life Is Strange című videójáték második epizódjában, amikor Max felébred, de még nem kel fel az ágyából.
2018-ban a Tessellate és a In Cold Blood című daluk az Ingress: The Animation anime főcímzenéje és végefőcímzenéje, ami a Niantic által létrehozott Ingress AR játék alapján készült.
2014-ben a Tessellate című daluk szerepelt a Kemény motorosok 6. évadjának  5. epizódjában.
2019-ben a Breezeblocks és a In Cold Blood című dalokat a Netflix Daybreak sorozatában mutatták be, az 5. és a 10. epizódban.

## Dalszöveg-elemzés
Alt-J-t elismerik posztmodern dalszövegeik miatt amelyek a történeti eseményeket és a popkultúra témáit kiemelik.
A Taro című dal Gerda Taro nevére és a spanyol polgárháború alatti háborús fotósként betöltött szerepére való utalás, valamint Robert Capa-hoz fűződő kapcsolatára is. A dal Capa halálának grafikus részleteit írja le és Taro kiegészítõ érzelmeit képzeli el. A zenei videó látványtervei Godfrey Reggio kísérleti filmjéből, a Powaqqatsi-ból származnak.
A Matilda című dal utalás Natalie Portman karakterére a Léon: A profi című filmben.
A Fitzpleasure című dal Hubert Selby Jr az Utolsó letérő Brooklyn felé regényében megjelenő Tralala újramesélése.

## Díjak és jelölések
2012-ben az alt-J debütáló albuma elnyerte a brit Mercury-díjat. alt-J-t szintén három Brit Awards-ra jelölték (brit feltörekvő csoport, az év brit albuma és az év brit csoportja). Az An Awesome Wave-t a BBC Radio 6 2012. évi zenei albumává nyilvánították. Az album három dala bejutott a 2012-es ausztrál Triple J Hottest 100-ba, ahol a Something Good a 81. helyen, a Tessellate a 64. helyen és a Breezeblocks a harmadik helyre került. 2013-ban az Awesome Wave elnyerte az év albumát az Ivor Novello-díjkiosztón . A This is All Yours Grammy-díjat nyert el a legjobb alternatív zenei albumért az 57. éves Grammy-gálán, valamint az IMPALA Az Év Európai Független Albuma díját.

## Tagok
| Jelenlegi - Joe Newman – gitár, basszus, fő énekes (2007–napjainkig) - Thom Sonny Green – dobok (2007–napjainkig) - Gus Unger-Hamilton – billentyűs hangszerek, ének (2007–napjainkig) | Turnézó - Cameron Knight – gitár, basszus, sampler (2014–2016) Korábbi - Gwil Sainsbury – gitár, basszus (2007–2014) |

## Diszkográfia

### Stúdióalbumok
- An Awesome Wave (2012)
- This Is All Yours (2014)
- Relaxer (2017)

## Fordítás
- Ez a szócikk részben vagy egészben  az   Alt-J című angol Wikipédia-szócikk ezen változatának fordításán alapul.  Az eredeti cikk szerkesztőit annak laptörténete sorolja fel. Ez a jelzés csupán a megfogalmazás eredetét és a szerzői jogokat jelzi, nem szolgál a cikkben szereplő információk forrásmegjelöléseként.